# Dali-Mensch
Als Dali-Mensch (chinesisch 大荔人, Pinyin Dàlìrén, englisch Dali Man, – „Homo sapiens daliensis“) wird ein 1978 im Kreis Dali der bezirksfreien Stadt Weinan der chinesischen Provinz Shaanxi entdeckter, gut erhaltener fossiler Schädel eines männlichen Jugendlichen bezeichnet. 
Der Dali-Mensch stammt aus einer Epoche zwischen den Peking-Menschen und dem Dingcun-Menschen und spielte eine Schlüsselrolle in der vor allem von chinesischen Forschern vertretenen Theorie, der zufolge sich der moderne Mensch nicht allein in Afrika aus Homo erectus entwickelt habe („Out-of-Africa-Theorie“), sondern gleichzeitig in mehreren Erdteilen („Multiregionaler Ursprung des modernen Menschen“).

## Fundort und Erhaltung
Der Schädel wurde 1978 im westlichen Teil von Dali in der Nähe des Dorfes Jiefang in einer aus feinem Kies bestehenden Geröllschicht des unteren Teiles der dritten Terrasse des Flusses Luo He (Luò Hé) entdeckt. Der Fundort des Dali-Menschen, die Tianshuigou-Stätte (甜水沟遗址 Tianshuigou yizhi; engl. T’ien-shui-kou site), steht seit 2006 auf der Liste der Denkmäler der Volksrepublik China. Der Fund selbst wird im Institut für Wirbeltierpaläontologie und Paläoanthropologie der Chinesischen Akademie der Wissenschaften in Peking aufbewahrt und ist für die Öffentlichkeit nicht zugänglich.
Der Schädel ist – im Unterschied zu vielen anderen Funden von Hominini in China – fast vollständig erhalten; es fehlt allerdings der Unterkiefer. Durch die Überdeckung mit jüngeren Schichten ist der Schädel etwas zerdrückt, der Oberkiefer und das Gaumendach sind etwas verschoben. Ein größerer Teil des rechten Scheitelbeins fehlt, ebenso die Oberkieferzähne und der linke Jochbogen. Zusammen mit dem Schädel wurden Ochsenzähne und einige Steinwerkzeuge geborgen, vor allem Schaber.

## Merkmale
Der Schädel weist der Erstbeschreibung zufolge Merkmale von Homo erectus auf, insbesondere einen Schädelwulst und die vergleichsweise starken Überaugenwülste. Andere Merkmale ähneln denen des anatomisch modernen Menschen (Homo sapiens), so das Gesicht mit den nur wenig hervortretenden Wangenknochen und flachen Nasenknochen. Das Schädelvolumen ist mit 1100 bis 1200 cm³ etwas kleiner als das des Homo sapiens, entspricht jedoch den aus Europa bekannten Funden des späten Homo heidelbergensis. Die Anatomie des Schädels und die Form des Schädeldaches unterscheiden sich von frühen europäischen Hominini-Funden wie denen aus Petralona und Atapuerca ebenso wie von Neandertaler-Schädeln; Ähnlichkeiten bestehen mit dem sogenannten Yunxian-Mensch.
Von seinen chinesischen Bearbeitern wurde das Fossil 1981 aufgrund der „modernen“ Merkmale als archaischer Homo sapiens gedeutet.
2024 wurde von zwei Paläoanthropologen in der Fachzeitschrift Nature Communications vorgeschlagen, die Fossilien des Jinniushan-Menschen und des Dali-Menschen der Art Homo longi zuzuordnen.

## Datierung
1994 ergab die Uran-Blei-Datierung eines Rinderzahns, der im selben Schichtzusammenhang wie der Schädel gefunden worden war, ein mutmaßliches Alter von 209.000 ± 23.000 Jahren. 2002 wurde das Fossil erneut indirekt datiert, mittels Thorium-Datierung des Zahns von einem Wollnashorn, und ein Alter von 300.000 bis 260.000 Jahre ermittelt. Eine Datierung der Löss-Schicht, aus der das Fossil geborgen worden war, ergab 2002 ein mutmaßliches Alter von 270.000 Jahren. Der Schädel ist demnach ungefähr gleich alt wie der europäische Homo steinheimensis, eine Übergangsform von Homo heidelbergensis zum Neandertaler, der zudem ein vergleichbares Schädelvolumen aufweist. Der Paläoanthropologe Chris Stringer wies im Jahre 2012 darauf hin, das Fossil könne möglicherweise zu den Denisova-Menschen gehören.

## Belege
1. ↑  Le site de Tianshuigou ou site de l'Homme de Dali.
2. ↑  Cihai („Meer der Wörter“), Shanghai cishu chubanshe, Shanghai 2002, ISBN 7-5326-0839-5, S. 270.
3. 1 2  Peter Brown: Dali archaic Homo sapiens. Abgerufen am 13. Januar 2016. Ausführliche Beschreibung des Schädels (mit Fotos).
4. ↑  Ian Tattersall: The Strange Case of the Rickety Cossack – and Other Cautionary Tales from Human Evolution. Palgrave Macmillan, New York 2015, S. 144, ISBN 978-1-137-27889-0.
5. ↑  Wu Xinzhi: A well-preserved cranium of an archaic type of early Homo sapiens from Dali, China. In: Scientia Sinica. Band 24, Nr. 4, 1981, S. 530–541, PMID 6789450.
6. ↑  Christopher J. Bae und Xiujie Wu: Making sense of eastern Asian Late Quaternary hominin variability. In: Nature Communications. Band 15, Artikel-Nr. 9479, 2024, doi:10.1038/s41467-024-53918-7.
7. ↑  Peter Brown: Chinese Middle Pleistocene hominids and modern human origins in east Asia. In: Lawrence Barham und Kate Robson Brown (Hrsg.): Human Roots. Africa and Asia in the Middle Pleistocene. Western Academic & Specialist Publishers, Bristol 2001, S. 141, ISBN 978-0953541843, Volltext (PDF; 3,5 MB).
8. ↑  Gongming Yin, Hua Zhao, Jinhui Yin und Yanchou Lu: Chronology of the stratum containing the skull of the Dali Man. In: Chinese Science Bulletin. Band 47, Nr. 15, 2002, S. 1302–1307, doi:10.1360/02tb9289.
9. ↑  Jule Xiao, Changzhu Jin und Yizhi Zhu: Age of the fossil Dali Man in north-central China deduced from chronostratigraphy of the loess–paleosol sequence. In: Quaternary Science Reviews. Band 21, Nr. 20–22, 2002, S. 2191–2198, doi:10.1016/S0277-3791(02)00011-2.
10. ↑  Chris Stringer: The status of Homo heidelbergensis (Schoetensack 1908). In: Evolutionary Anthropology: Issues, News, and Reviews. Band 21, Nr. 3, 2012, S. 101–107, doi:10.1002/evan.21311.
 Ähnlich argumentiert hatte bereits ein Jahr zuvor der Wissenschaftsjournalist Ed Yong: Patchwork people: Our hybrid origins. In: New Scientist. Band 211, Nr. 2823, 2011, S. 37.